# Fairey IIIF
Die Fairey IIIF war ein einmotoriges, dreisitziges Aufklärungsflugzeug der trägergestützten Flottenluftwaffe (FAA) der Royal Air Force (RAF) und ein zweisitziges Mehrzweckflugzeug der Übersee-Staffeln sowie ein leichter Tagbomber der landgestützten Einsatzkräfte der RAF. Sie war eine aerodynamisch verbesserte Variante der seit 1917 gebauten Fairey III, von der in verschiedenen Varianten über 300 Maschinen geliefert worden waren.

## Geschichte und Konstruktion
Die Firma Fairey Aviation entwickelte die IIIF als Bewerber für die Ausschreibung 19/24 des Luftfahrtministeriums für ein dreisitziges Aufklärungsflugzeug der trägergestützten Fleet Air Arm und ein zweisitziges Mehrzweckflugzeug der bodengestützten Royal Air Force. Die erste Fairey IIIF flog am 20. April 1926. Sie unterschied sich von den seit 1917 gebauten Vorläufermodellen der Fairey III durch einen strömungsgünstig eingebauten Napier Lion-Motor und durch einen Rumpf in Komposit-Bauweise (Metall-/Holzgerippe für den Rumpf) und nur wenig veränderten Tragflächen gegenüber der zuletzt gebauten Fairey IIID. Die letzten Versionen der Fairey IIIF hatten ein vollständig aus Metall gebautes Gerippe für den Rumpf und die Flügel.
Die Fleet Air Arm erhielt über 350 Fairey IIIF, die damit der am meisten verbreitete Flugzeugtyp der FAA zwischen den Weltkriegen war. Zusammen mit den landgestützten Maschinen der RAF, war die Fairey IIIF das nach der Hawker-Hart-Familie meist produzierte britische Militärflugzeug zwischen den Kriegen.

## Versionen
Insgesamt erhielt die RAF nach den Prototypen N198, N225 folgende Versionen der Fairey IIIF:
Fairey IIIF Mk.I
Erste Serienversion der Fairey IIIF als dreisitzige Aufklärungsdoppeldecker der FAA, angetrieben von einem Napier Lion VA-Motor, gemischte Holz- und Metall-Konstruktion. 50 Maschinen gebaut (S1139–S1148, S1168–S1207).
Fairey IIIF Mk.II
Aufklärungsmaschine der FAA mit Napier Lion XIA-Motor. 33 Maschinen gebaut (S1208–S1227, S1250–S1262).
Fairey IIIF Mk.III
Aufklärungsmaschine der FAA mit Napier Lion XIA-Motor und bespannter Metallstruktur. 269 Maschinen gebaut.
Fairey IIIF Mk.III, Mk.III (Intermediate)
93 Serienmaschinen der FAA (S1303–S1356, S1370–S1408), Erstflug am 26. März 1929.
Fairey IIIF Mk.III (DC)
10 Trainingsmaschinen der FAA (S1454–S1463).
Fairey IIIF Mk.IIIB
166 Serienmaschinen der FAA (S1474–S1552, S1779–S1865) verstärkt für den Einsatz von Katapulten, Erstflug am 6. Juni 1930.
somit 352 Maschinen für die FAA
Fairey IIIF Mk.IV
Zweisitziger Mehrzweckdoppeldecker der bodengestützten RAF-Einheiten, deren Auslieferung vor den FAA-Maschinen begann; insgesamt 243 Maschinen in Varianten.
Fairey IIIF Mk.IVC
Erste 25 Serienmaschinen der RAF (J9053–J9077) für den Einsatz im Mittleren Osten.
Fairey IIIF Mk.IVCM (G.P.)
43 Serienmaschinen der RAF (J9132–J9174), ersten acht Maschinen mit Hauptträgern des Rumpfes aus Metall ab 1927, dann das Rumpfgerippe völlig aus Metall, Einsatz auch bei in Großbritannien stationierten Leichten Bombern. ab 1928
Fairey IIIF Mk.IVM, IVM (G.P.)
93 Serienmaschinen der RAF (J9637–J9681, J9784–J9831) ab 1928.
Fairey IIIF Mk.IVM/A, IVM/A (G.P.)
20 Serienmaschinen der RAF (K1115–K1121, K1158–K1170) jetzt auch mit Metallgerippe für das Leitwerk ab Januar 1930.
Fairey IIIF Mk.IVB (G.P.), IVB
62 Serienmaschinen der RAF (K1697–K1720, K1721–K1728, K1749–K1778) mit allen für die Marineversionen entwickelten Verstärkungen am Fahrwerk und den Bombenaufhängungen unter den Flügeln.
Fairey IIIF Mk.V
Erste Bezeichnung der Fairey Gordon. Prototypen Fairey IIIF Mk.IVCM J9154, Erstflug nach Umbau 1930, und Fairey IIIF Mk.IVB K1697, Erstflug nach Umbau 1931. 160 Serienmaschinen und etwa 30 Umbauten.
Fairey IIIF Mk.VI
Erste Bezeichnung der Fairey Seal. Prototyp Fairey IIIF Mk.IIIB S1325, Erstflug nach Umbau am 11. September 1930. 91 Serienmaschinen.
Queen IIIF
Funkgesteuertes Zieldarstellungs-Flugzeug; drei Maschinen gebaut.
Mindestens zwei zivile Fairey IIIF mit Armstrong Jaguar VIC-Motoren (c.1272 G-AASK, cn.1315 G-AATT) wurden ab 1930 für Vermessungsaufgaben (zuerst im Sudan) genutzt, von denen zumindest die erste schon 1930, die zweite 1934 durch Absturz verloren ging.
Beim MacRobertson-Luftrennen nach Australien startete im Oktober 1934 die Fairey IIIF G-AABY, ein 1929 gebautes, schon in vielen Staaten demonstriertes Vorführungsflugzeug des Herstellers, die das Ziel in Melbourne als elfte und letzte zu wertende Maschine am 24. November über einen Monat nach dem Sieger erreichte. Diese Maschine wurde als VH-UTT später auf den australischen Goldfeldern in Neuguinea eingesetzt.

## Einsatz

### Einsatz bei der RAF im Mittleren Osten
Die Fairey IIIF kam zuerst bei der RAF in Ägypten in der Version Mk.IV zum Truppeneinsatz abweichend von der Herstellerzuweisung der Variantennummern.
Die ersten Maschinen gingen an die Staffel 47 in Khartum, wo sie alte Bristol Fighter ersetzen und 1927 für den Langstreckentrainingsflug Kairo–Kapstadt eingesetzt wurden unter dem Luftbefehlshaber im Sudan, Air Commodore Charles Rumney Samson, der als erster britischer Pilot am 10. Januar 1912 von einem Schiff und am 9. Mai 1912 als erster Pilot von einem fahrenden Schiff gestartet war. Vier Maschinen flogen vom 30. März bis zum 22. Mai von Heliopolis nach Kapstadt (21.–25. April) und dann wieder zurück. Einen ähnlichen Etappen-Flug hatten im Vorjahr schon vier Fairey IIID mit Napier Lyon-Motoren eines gesondert aufgestellten „Cairo to Cape“-Flight durchgeführt, dem dann noch ein Rückflug bis Großbritannien zugefügt wurde. Die Staffel 47 führte 1928 und 1929 nochmals derartige Langstreckenflüge durch, auf denen sie unterwegs auch die Zusammenarbeit mit Kolonialtruppen in den Ostafrikanischen Kolonien übte. 1928 ging eine Maschine verloren, wobei die Besatzung unverletzt blieb. 1929 stürzte bei Gwelo in Südrhodesien eine Maschine auf dem Rückflug ab, wobei die Besatzung tödlich verletzt wurde. Im Oktober/November 1930 wurde ein Langstreckenflug von Ägypten nach Gambia durchgeführt, nach Versuchen in den beiden Vorjahren bis Nigeria bzw. zur Goldküste.
Die Routinetätigkeit der Staffel bestand aus Aufklärungs- und Grenzkontrollflügen und Flügen in Zusammenarbeit mit der Sudan Defence Force am Boden. Die Staffel 47 verfügte ab 1929 auch über Fairey IIIF-Schwimmerflugzeuge, die sie vom Nil in Khartum zu Erkundungsflügen entlang des Nils und über das Rote Meer einsetzte. Im Juli 1931 erfolgte eine verstärkte Aufklärung des Südsudan in der Regenzeit, die auch der geplanten Einführung von Flugbooten auf der Empire-Postfluglinie nach Südafrika diente.
Ab Januar 1933 ersetzte die Staffel ihre Fairey IIIF durch das Nachfolgemodell Fairey Gordon, behielt aber die IIIF-Schwimmerflugzeuge auch noch nach der folgenden Umrüstung im Juli 1936 auf Vickers Vincent.

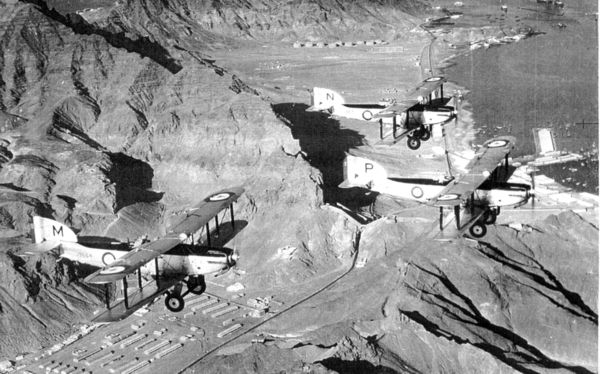
Fairey IIIFs über Aden

Im Januar 1928 rüstete die seit einem Jahr in Aden stationierte Staffel 8 von Airco DH.9A ebenfalls auf Fairey IIIF um. Die Maschinen wurden gegen aufständische Stämme eingesetzt, wobei die Ernten durch Brandbomben vernichtet wurden und Dörfer nach Vorwarnung zerstört wurden. Nach deren Unterwerfung wurden auch Vermessungs-, Sanitäts- und Postflüge durchgeführt. 1932 führte die Staffel auch einen Flug nach Kairo und zurück durch. Im April 1935 ersetzte die aus der Vickers Vildebeest entwickelte Vickers Vincent die Fairey IIIF in der Staffel.
Im September 1929 rüstete die Staffel 45 in Kairo auch von der Airco DH.9A auf die Fairey IIIF um, von denen die letzten erst im Februar 1936 abgeben wurden. Diese Staffel führte 1934 mit fünf Maschinen den seit Jahren praktizierten Südafrika-Flug des Middle East Command bis Pretoria durch und wurde dabei von zwei Vickers-Virginia-VI-Transportern der 216. Staffel begleitet. Die Umrüstung der Staffel 45 auf das Nachfolgemodell Fairey Gordon blieb unvollständig, da sie sich in Ägypten nicht bewährte. Diese Staffel setzte daher auch die Hawker Hart und die Vickers Vincent ein und wurde erst im November 1937 wieder einheitlich mit Vickers-Wellesley-Eindeckern ausgerüstet.
Als vierte und letzte Staffel in den britischen Kolonien ersetzte die Staffel 14 in Amman im November 1929 ihre Airco DH.9A durch Fairey IIIF, die Aufklärung über Palästina flogen. Diese Staffel führte vom 11. Januar bis zum 24. Februar 1930 erfolgreich den jährlichen „Cairo to Cape“-Flug der RAF durch. 1932 führte die Staffel einen ähnlichen Flug nach Ostafrika durch, der einen Monat länger dauerte und ein größeres Übungsprogramm mit den King’s African Rifles enthielt. Schon im September 1932 wurde die Staffel 14 auf die Fairey Gordon umgerüstet.
Neben diesen Staffel zur Behauptung der Kolonialmacht wurde der Flight 481 der RAF am 1. Januar 1929 in Malta zur Staffel 202 umgegliedert. Diese Staffel mit Fairey IIIF-Schwimmerflugzeugen diente zur Überwachung der Seegebiete um den britischen Flottenstützpunkt. Auch diese Staffel führte 1933 einen Rundflug im östlichen Mittelmeer durch und besuchte italienische, griechische und jugoslawische Häfen. Ab Mai 1935 ersetzten zweimotorige Supermarine-Scapa-Flugboote die alten Schwimmerflugzeuge. Im August 1935 sonderte die Staffel 202 als letzte Einsatz-Staffel die Fairey IIIF aus.

### Einsatz in Großbritannien
Die RAF stationierte auch Fairey IIIF in der Heimat, um die noch als Tagbomber eingesetzten Airco DH.9A zu ersetzen. So ersetzte die Staffel 207 in Bircham Newton nahe King’s Lynn in Norfolk ihre DH.9A im Dezember 1927 durch Fairey IIIF, die dann im August 1932 durch das Nachfolgemodell Fairey Gordon ersetzt wurden.
Die am 1. März 1929 in Bircham Newton noch mit Airco DH.9A neu aufgestellte Staffel 35 wurde schon im November auch auf Fairey IIIF umgerüstet, die auch 1932 durch Fairey Gordon ersetzt wurden.

### Einsatz bei der Fleet Air Arm
Am 1. April 1923 reorganisierte die Royal Air Force ihre für den Kampf von Flugzeugträgern vorgesehenen Einheiten. Erstmals wurden spezielle Flights (Schwarm) für den Einsatz von Flugzeugträgern aufgestellt.
Im Mai 1927 erhielt der A-subflight des N°443 Fleet Reconnaissance Flight auf der Furious als erste Einheit der FAA die Fairey IIIF. Im Laufe des Jahres 1927 folgten noch im September die beiden neuaufgestellten Flights N°445 und N°446 für die Courageous und im November der Flight N°440 für die Hermes.
1929 wurde im Januar der Flight N°421 von Avro Bison auf Fairey IIIF für die Furious umgerüstet und im April zu N°447 umnummeriert. Im März folgte Flight N°441 auf der Argus mit Fairey IIIF statt Fairey IIID, der im folgenden Jahr der Glorious zugewiesen wurde. Im April folgten die vorgenannte Umnummerierung und Flight N°448 mit Fairey IIIF, die ihre Nummern mit der Umrüstung änderten und zuerst auf der Eagle eingesetzt wurde.
Auch 1930 entstanden mit den Flights N°442 und N°450 zwei weitere Einheiten mit Fairey IIIF, die bislang mit Fairey IIID und Blackburn Blackburn ausgerüstet waren. 1931 rüsteten noch die Flights N°449 und N°441 von Blackburn Blackburn und Fairey IIID und im November 1932 der Flight N°460 von Blackburn Ripon auf Fairey IIIF um.
Als am 3. April 1933 die Fleet Air Arm in Staffeln reorganisiert wurden, entstanden fünf Staffeln mit Fairey IIIF. Die Staffel 820 mit neun IIIF kam auf die HMS Courageous, tauschte im Juni 1934 sechs Maschinen gegen das Nachfolgemodell Fairey Seal und wurde im Dezember 1934 vollständig auf Blackburn Shark umgerüstet.
Die Staffel 821 mit neun IIIF der HMS Courageous begann sofort die Umrüstung auf das Nachfolgemodell Fairey Seal und gab die letzte IIIF schon im Oktober 1933 ab.
Die Staffel 822 mit zwölf Maschinen der HMS Furious behielt die Fairey IIIF bis Juli 1936, um dann kurzzeitig auf das Nachfolgemodell Fairey Seal umgerüstet zu werden.
Die Staffel 823 der HMS Glorious bei der Mittelmeerflotte verfügte auch über zwölf Fairey IIIF und kehrte im Mai 1934 nach Großbritannien wegen der anstehenden Überholung der Flugzeugträgers zurück. Dort begann dann die Umrüstung auf die Fairey Seal und im Dezember 1934 wurde die letzte IIIF abgegeben.
Die Staffel 824 mit neun Fairey IIIF kam auf die HMS Eagle, die zur China Station verlegt wurde, wo sie durch den von der HMS Hermes zurückgelassenen Flight N°440 auf zwölf Maschinen verstärkt wurde. Am 8. Oktober 1934 wurde die Staffel in 825 umbenannt. Als der Träger im Januar 1935 ins Mittelmeer verlegt wurde, reduzierte man die Zahl der Einsatzmaschinen auf sechs. Die Staffel verblieb bei der Heimkehr des Trägers nach Großbritannien im Mittelmeer und kam im September auf die HMS Glorious mit zwölf Maschinen.
Im Juli 1936 wurden die Fairey IIIF gegen Fairey Swordfish ausgetauscht.
Mit der Umrüstung der Staffeln 822 und 825 im Juli 1936 schied die Fairey IIIF nach über neun Jahren im Dienst auf den britischen Trägern aus.
Als Bordflugzeuge auf britischen Kreuzern und Schlachtschiffen waren Fairey IIIF-Schwimmerflugzeuge bei den Flights N°443, N°444 und N°447 seit 1931 im Einsatz, die 1936 umbenannt wurden. So nutzten die Schweren Kreuzer York und Exeter acht bzw. fünf IIIF, wobei die Kreuzer bis zu zwei Maschinen an Bord nehmen konnten.
Als Bordflugzeuge schieden die Fairey IIIF im Jahr 1936 auch aus, zuletzt im Flight N°714 des 4. Kreuzergeschwaders auf der East Indies Station auf den Kreuzern Emerald, Enterprise und Norfolk bis Oktober 1936 und beim Flight N°718 des 8. Kreuzergeschwaders auf der America and West Indies Station auf deren Kreuzern bis Dezember 1936. Beide Flights verfügten daneben über Hawker-Osprey-Schwimmerflugzeuge ab 1935 und ersetzten die älteren Maschinen durch Supermarine-Walrus-Flugboote.

### Einsatz in der Zweiten Reihe
Für die Staffel 24 in Hendon wurden zwei Fairey IIIF Mk.IV (J9061, K1115) schon früh zu zweisitzigen Verbindungsflugzeuge für Regierungsmitglieder oder ähnliche Personen umgebaut. Der britische Luftfahrtminister, Lord Londonderry, soll die Maschinen zu Flügen nach Genf zur Abrüstungskonferenz genutzt haben. Nach ihrer Zeit als Einsatzmaschine von aktiven Staffeln diente der Typ noch geraume Zeit in verschiedenen Schul- und Ausbildungseinheiten der RAF.
Die Fairey IIIF blieb für Ausbildungs- und Unterstützungsaufgaben im Dienst, obwohl sie 1940 offiziell für veraltete erklärt wurde. Insbesondere als Zielschlepper waren noch 1941 Fairey IIIF im Einsatz.

## Einsatz in anderen Staaten

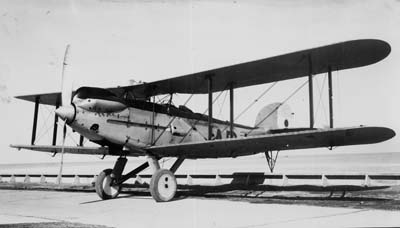
Eine in Argentinien als Corsair bezeichnete Fairey IIIF

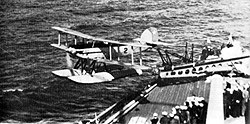
Start eines chilenischen Bordflugzeugs

Argentinien
Die Argentinische Marineluftwaffe kaufte 1928 sechs neue Fairey IIIF Mk.IIIM (Special) mit 450 PS (336 kW)-Lorraine-Dietrich-Ed12-Motoren, die ab 1929 geliefert wurden und in Argentinien als Corsair bezeichnet wurden. Sie verfügten über Wechselfahrwerke und sollten auch von den argentinischen Schlachtschiffen als Bordflugzeuge mit Schwimmern eingesetzt werden. 1935 wurden die noch vorhandenen Maschinen auf Armstrong Siddeley Panther-Doppelsternmotoren umgerüstet und entsprachen damit der Fairey Seal. Die letzte dieser Maschinen wurde 1942 ausgesondert.
 Chile
Chiles Marine erhielt vier Fairey IIIF-Schwimmerflugzeuge, die auch als Bordflugzeuge von der Almirante Latorre eingesetzt werden sollten. Durch Neuorganisation der Zuständigkeiten gehörten die Maschinen in den 30er Jahren dann zur chilenischen Luftwaffe.
 Ägypten
Ägypten erwarb 1939 eine einzelne, gebrauchte Fairey IIIF.
 Griechenland
Die Griechische Marine bestellte 1929 zehn Fairey IIIF-Schwimmerflugzeuge, die durch Umorganisation später zur Griechischen Luftwaffe kamen und noch 1941 einsatzbereit waren. Beim deutschen Angriff 1941 wurden die verbliebenen sieben Maschinen überrascht und zusammengeschossen.
 Irland
Das Irish Air Corps kaufte 1928 eine einzelne Fairey IIIF Mk.II F.968, geplant als S1262, die im März 1928 geliefert wurde. Am 10. September 1934 stürzte die Maschine nahe Dublin ab. Zwei Besatzungsmitglieder starben, der dritte wurde schwer verletzt. Die geplante Beschaffung von vier weiteren Maschinen Mk. IVs (c/ns F.969, F.970, F.1135, F.1136) wurde aus wirtschaftlichen Gründen storniert.
 Neuseeland
Die Royal New Zealand Air Force kaufte schon 1928 zwei Fairey IIIF Mk.IIIM, die 1929 geliefert wurden (c/ns F.1133, F.1134). Die zweite Maschine wurde 1930 mit Schwimmern ausgestattet und stürzte am 29. Oktober 1930 ab, wobei die drei Insassen unverletzt blieben. Als Ersatz wurde eine Mk.IIIB S1805 (cn F.1542) beschafft, die Mitte 1933 geliefert wurde. 1940 war diese Maschine noch einsatzfähig, wurde aber bald außer Dienst gestellt.
 Sowjetunion
Die Sowjetische Luftwaffe erwarb eine Fairey IIIF zu Vergleichs- und Versuchszwecken.

## Weiterentwicklung
Die Weiterentwicklung der Fairey IIIF konzentrierte sich auf einen erneuten Austausch des Triebwerks. Man entschied sich für den von Armstrong-Siddeley produzierten Panther IIA-Doppelsternmotor von 525 PS. Als Prototypen wurden Serien-IIIF entsprechend modifiziert, die ihre Erstflüge 1930 absolvierten. Für die Panther-angetriebenen Varianten wurden neue Schwimmer entwickelt. Statt der anfangs geplanten Bezeichnungen Fairey IIIF Mk.V und Mk.VI entschied man sich für neue Namen.
Die bodengestützte Variante bekam den Namen Fairey Gordon und wurde von sieben Staffeln der RAF eingesetzt. Die trägergestützte Variante und die Bordflugzeuge auf den Schiffen der Royal Navy wurden Fairey Seal genannt und wurden von fünf Trägerstaffeln eingesetzt.

## Technische Daten
| Kenngröße             | Fairey IIID        | Fairey IIIF              | Fairey Seal                  |
| --------------------- | ------------------ | ------------------------ | ---------------------------- |
| Besatzung             | 3                  | 2–3                      | 3                            |
| Länge                 | 11,28 m            | 11,20 m (36 ft 9 in)     | 10,25 m                      |
| Spannweite            | 14,05 m            | 13,95 m (45 ft 9 in)     | 13,95 m (45 ft 9 in)         |
| Höhe                  | 3,96 m             | 4,32 m (14 ft 2 in)      | 3,89 m                       |
| Flügelfläche          |                    | 40,8 m² (439 ft²)        | 41,2 m²                      |
| Leermasse             | 1473 kg            | 1752 kg (3855 lb)        | 1633 kg                      |
| Startmasse            | 2231 kg            | 2746 kg (6041 lb)        | 2727 kg                      |
| Höchstgeschwindigkeit | 171 km/h           | 193 km/h (120 mph)       | 222 km/h                     |
| Dienstgipfelhöhe      | 5182 m             | 6098 m (20000 ft)        | 6705 m                       |
| Reichweite            | 885 km             | 2432 km (1313 sm)        | 966 km                       |
| Triebwerk             | Eagle VIII; 375 PS | Lion XI; 570 PS (423 kW) | Panther IIA; 525 PS (386 kW) |
| Bewaffnung            | 2 MG               | 2 MG                     | 2 MG                         |
| Bombenlast            |                    | bis 227 kg (500 lb)      | bis 227 kg (500 lb)          |